# Hattencourt
Hattencourt – miejscowość i gmina we Francji, w regionie Hauts-de-France, w departamencie Somma.
Według danych na rok 1990 gminę zamieszkiwały 224 osoby, a gęstość zaludnienia wynosiła 62 osoby/km² (wśród 2293 gmin Pikardii Hattencourt plasuje się na 774. miejscu pod względem liczby ludności, natomiast pod względem powierzchni na miejscu 1002.).